# 沙龍 (聚會)

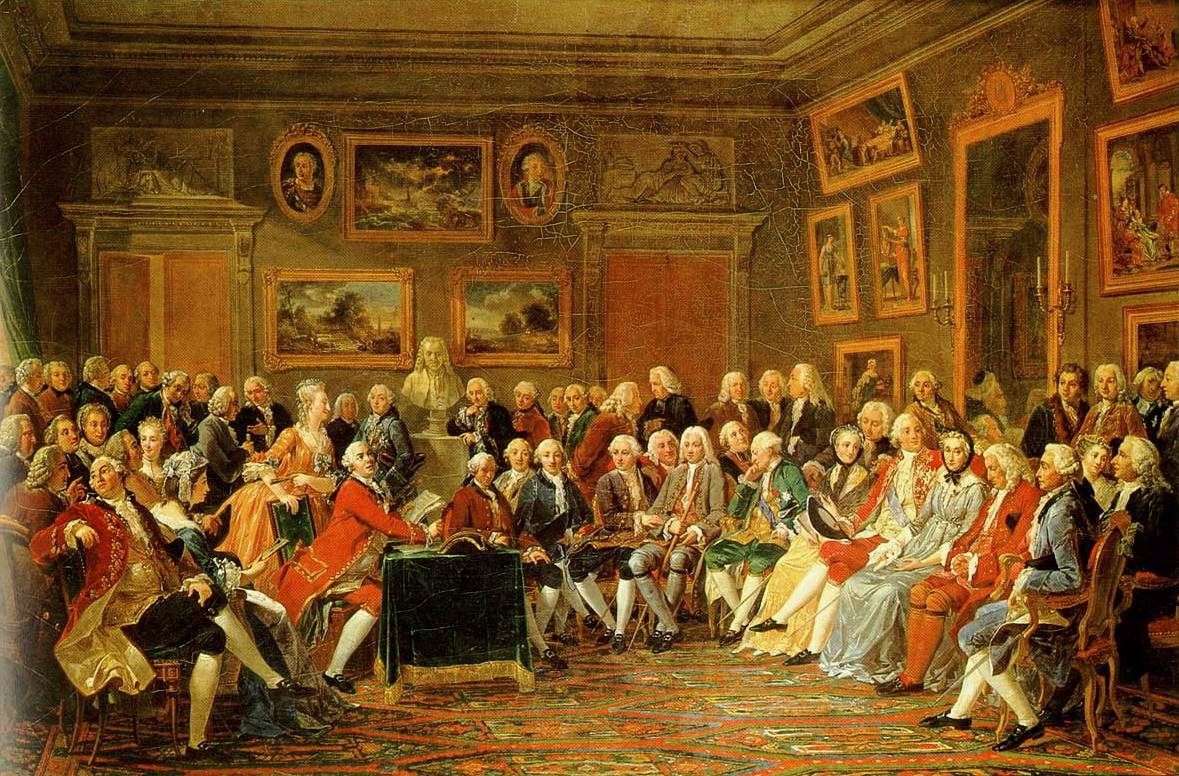
乔芙兰夫人的沙龍，1755年

沙龍是由一個主人邀請其他客人參加，增加他們彼此交流的機會、愉悅自身及提升修養的聚會。沙龍最早出現於16世紀的意大利，在17至18世紀的法國中亦極為流行，直到現代仍然存在。

## 起源
沙龍（salon）一詞最早出現於1664年的法國（來自意大利語salone，這個意大利詞則來自sala，即意大利豪宅中的待客廳）。在這之前的文藝聚會通常也是以所用的房間來命名，例如內閣（cabinet）、陋室（réduit）和小巷（ruelle）等。 在十七世紀末，這些聚會一般會在臥室中舉行（被看做是一種私人會客廳），通常情況是一位女士斜倚在床上，她的女友人們圍坐在四周的椅子上。不過像法王路易十四的petit lever中，客人全部都站著。小巷（ruelle）指床和墻之間的空間，這個詞一般來形容“矯揉造作的女子”的集會，這種集會出現在十七世紀上半葉受過教育的女子中。法國第一個著名沙龍是羅浮宮近處的朗布依埃府，其女主人朗布依埃侯爵夫人（1588-1665）從1607年開始一直舉辦沙龍直到去世。沙龍的很多規則也是由她一手製定的。

## 歷史
沙龍的歷史十分複雜，因為這要涉及女權主義、馬克思主義及各種文化、社會歷史。從不同的角度可能會看到完全不同的景象，因此對於沙龍與法國歷史和啓蒙運動究竟有多大關係有很多見解。主流歷史編纂學觀點一般集中在沙龍與公共領域（諸如女性地位）的關係上。

### 時代劃分
沙龍的歷史劃分要看究竟採用哪種歷史編纂學觀點。一般意見是從十六世紀早期到十八世紀末為一個主要時期。德娜·古德曼認為其結束在法國大革命爆發時。史蒂文·凱爾的觀點較為獨特，他認為這段時期至少可以推遲到1848年革命之前。

### 內容和形式
當時的文獻指出沙龍的主導理念是理想主義式的禮貌、優雅和誠實，但很可能實際情況並非如此。德娜·古德曼宣稱相對作為一個“禮儀學校”（schools of civilité）來說，沙龍更是一個哲學團體，因此才推動了啓蒙運動的發展。禮儀的重要性只是被放在第二位。

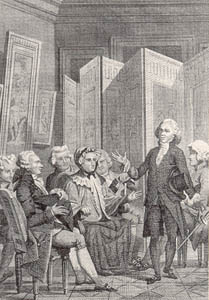
乔芙兰夫人的沙龍中正在誦讀詩作的場景，1812年

沙龍的鼎盛年代被稱作“談話時代”（age of conversation）。沙龍中談論的主題分為談起來“禮貌”或“不禮貌”兩種，沙龍的主人也被認為需要擁有緩和氣氛的能力，不過所謂“禮貌”卻沒什麼正式定義。馬塞爾·普魯斯特認為政治是一定要避開的話題。但也有小部份人認為除了政府別的什麽都不應該談及。

### 公共領域
尤爾根·哈貝馬斯的《公共領域的結構轉型》（1962年出版）是研究沙龍與公共領域的重要著作，該書的觀點是沙龍在歷史上佔有不可忽視的地位。他在定義“公共領域”時也把沙龍當做一個重要元素。
在德娜·古德曼的《文學界》（The Republic of Letters）中，作者宣稱“公共領域就是由沙龍、新聞界和其他社交組織構成的”。該著作也進一步強調了沙龍在法國歷史和啓蒙運動中的重要性，這個觀點自從1994年《文學界》出版以來就一直佔據主流地位。不過也有人認為古德曼的著作“很顯然只是爲了支持（哈貝馬斯的）論文”，而不是去驗證它。
相應的反對觀點來自諾博特·伊里亞思，他在《風俗史》（The History of Manners）一書中認為沙龍的重要元素——禮貌、優雅和誠實，“都是些同義詞，不論廣義狹義，不過是一些人為自己的行為選定的標準”。瓊·蘭德斯（Joan Landes）也說“在某種程度上，沙龍只是制度化的宮廷的衍生物”，而不是公共領域的一部份。其他人，例如史蒂文·凱爾宣稱私人或公共領域的概念都與沙龍有重疊。

### 女性和沙龍
沙龍和女性的關係也受到了歷史學家的關注。十九和二十世紀的很多著作一般都只談到沙龍和醜聞及“小陰謀”（petty intrigues）的關係。其他的一些則涉及到了沙龍中的女性的積極影響。不過也因為沙龍中女性過多使得其研究進展困難——當時的大多數重要人物都是男性。
一些歷史學家試圖把目光放在單個的女性身上，不過直到1970年，這些歷史學家的著作大多都是關於這些沙龍主人的個人故事。在二十世紀末，隨著女權主義研究的進步，關於沙龍主人們的社會重要性的研究才逐漸多起來。關於啓蒙運動的一般性著作例如，《啓蒙運動在法國》（France in the Enlightenment）傾向於認為女性的統治地位只局限於沙龍內部。不過古德曼卻不這麼認為。 她也曾說：“沙龍主人不是想擠到上流社會里，這些聰明的、受過教育的女子是通過吸收接納文學界的價值觀，並按自己的社會知識和教育需要將其用於塑造沙龍”。
在吸引文人藝術家這一點上，沙龍不同於宮廷的是，它們並不用贊助來作為誘餌。另一個區別是其社會等級不太明顯。在十七十八世紀，“沙龍鼓勵異性間及貴族和布爾喬亞間的社交”。 因此沙龍被認為促進了社會壁壘的消失。在十八世紀，沙龍進入了啓蒙運動的陣營。

## 沙龍主人
沙龍主人一般都是些強勢的女性，她們是沙龍的核心，有權挑選客人、制定規則和沙龍主題。在沙龍中她們能夠得到自己想要的知識，並交換意見、給出評價，因此沙龍也被看做是這些女子對自己的繼續教育。十七世紀最著名的沙龍有1607年在朗布依埃府由其女主人朗布依埃侯爵夫人舉辦的沙龍，以及1652年史居里女勳爵舉辦的沙龍。
十八世紀著名的沙龍主人有：
- 乔芙兰夫人
- 唐森夫人
- 珍妮·奎納爾特（英语：Jeanne Quinault）
- 朱莉·德·雷斯毕纳斯
- 德芳侯爵夫人（英语：Marie Anne de Vichy-Chamrond, marquise du Deffand）
- 蘭伯特侯爵夫人（英语：marquise de Lambert）
- 緬因公爵夫人（英语：duchesse du Maine）
- 德皮奈夫人（英语：Louise d'Epinay）
- 內克爾夫人（英语：Madame Necker）
- 愛爾維修夫人（英语：Madame Helvétius）
- 孔多塞夫人（英语：Madame de Condorcet）
- 羅蘭夫人
- 斯威特切尼夫人（英语：Madame Swetchine）

## 法國以外的沙龍

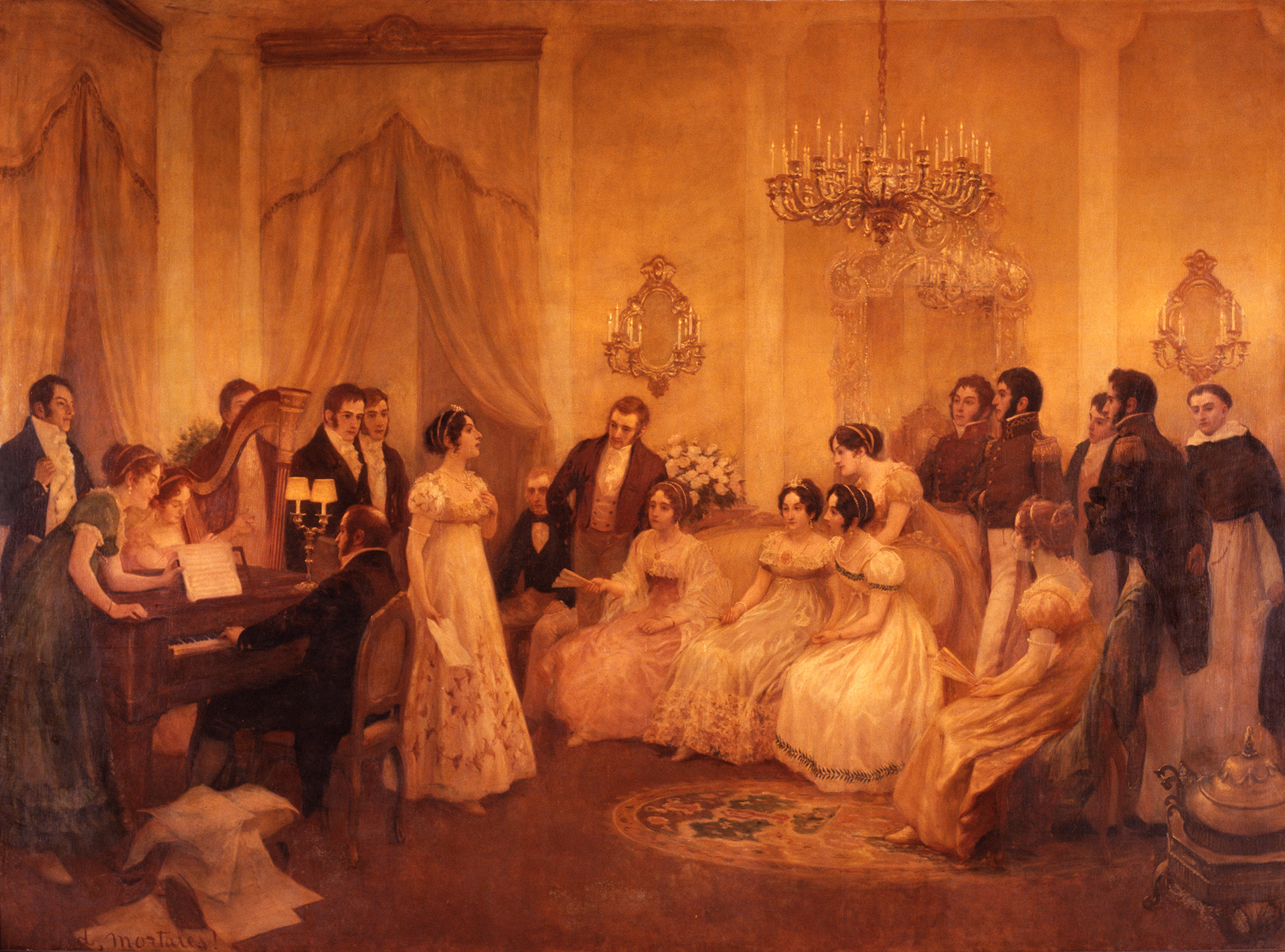
瑪麗利基塔·桑切斯在布宜諾斯艾利斯的沙龍。

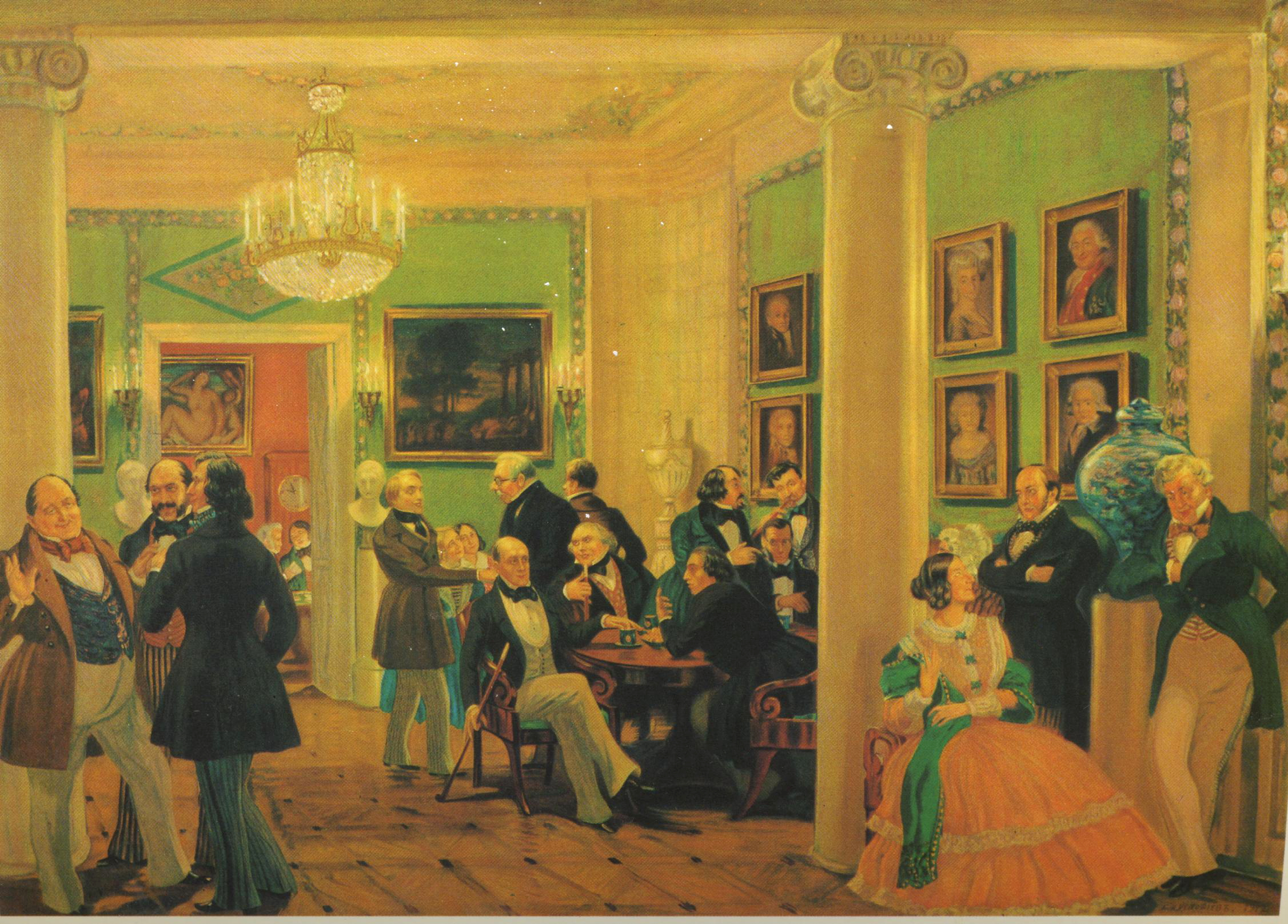
一個十九世紀中期的俄羅斯沙龍

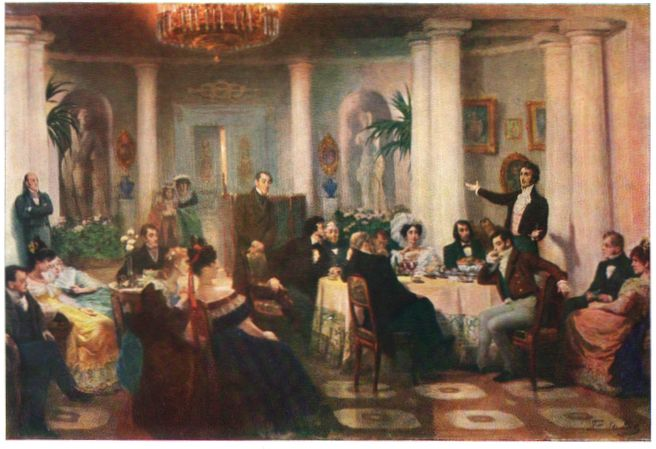
季娜伊達·沃尔孔斯卡婭在莫斯科的沙龍

沙龍一度風靡歐洲，在十八到十九世紀，很多仿照巴黎式沙龍的沙龍出現在了歐洲各地，甚至包括一些新世界國家。
在十八世紀的英格蘭，最著名沙龍主人是伊莉莎白·蒙塔古，“蓝袜子”（Bluestocking）一詞就誕生自她的沙龍中，也是她本人成立了蓝袜社。十九世紀為避1848年革命而躲到倫敦的俄羅斯梅里男爵夫人（Baroness Méry von Bruiningk）的沙龍也很有名。1860年代，女權主義者克萊門蒂亞·泰勒在倫敦也舉辦過激進的沙龍，參加她沙龍的人有露意莎·奧爾柯特、芭芭拉·博迪肯、莉蒂亞·貝克爾和伊莉莎白·布萊克威爾。
在德國，沙龍主人包括一些猶太女性例如海利薇·赫茨和拉赫爾·瓦爾哈根，西班牙有第十三代阿爾巴女公爵（18世紀），希臘則有Alexandra Mavrokordatou（17世紀）。
16世紀的意大利藝妓圖利婭·達拉戈納舉辦過早期沙龍，其他人還有退位後的克里斯蒂娜女王和瑪麗·曼奇尼。19世紀時沙龍在意大利還再次興盛過一段時期，並在意大利歷史中佔據著一定的地位。當時爲了逃避政府審查，很多社會評論都是在沙龍中做出的。在這之後新聞界就取代了沙龍的位置。
在伊比利亞半島或拉丁美洲，圖特利亞（tertulia）是一種類似沙龍的文藝聚會。這個詞最初來自西班牙語，20世紀的圖特利亞多舉辦在公眾場合，與會者會互相分享詩歌等藝術作品。阿根廷的瑪利基塔·桑切斯是布宜諾斯艾利斯著名的沙龍主人。她熱心于革命，因此其圖特利亞聚集了當時幾乎所有的著名革命人物。1813年5月14日，阿根廷國歌祖國進行曲的首次歌唱就是在她的家中。
在十七世紀的波蘭，斯尼亞夫斯卡女公爵曾舉辦過沙龍，十八世紀就更加普遍了，最著名的為十八世紀末的大公斯坦尼斯瓦夫二世的週四晚餐。
在斯堪的納維亞，沙龍由索菲亞·伊莉莎白·布倫納在十七世紀引入瑞典。十八世紀的沙龍主人有海德薇格·夏洛塔·诺登弗吕希特和安娜·瑪麗·倫格倫。十九世紀也有馬拉·西尔弗斯托尔佩。在丹麥，十八世紀末的克利斯蒂安·索菲·霍爾施泰因和夏洛特·西梅爾曼對該國政治也產生了一定影響。